# 草甸站
草甸站是一座布拉格地铁B线的地铁站。“Luka”一词在捷克语中的字面意思是“草甸”。